# Izotron
Izotron (ang. isotron) – urządzenie do rozdzielania izotopów. Zasada jego działania polega na przyspieszaniu jonów atomowych danego pierwiastka do poziomu określonej energii przez zastosowanie silnego pola elektrycznego. W wyniku tego zabiegu jony o różnych masach rozpędzają się do różnych prędkości, co umożliwia ich rozdzielenie.
Izotron został skonstruowany w 1941 roku przez Roberta R. Wilsona i był używany do wzbogacania uranu.